# Revest-Saint-Martin
Revest-Saint-Martin – miejscowość i gmina we Francji, w regionie Prowansja-Alpy-Lazurowe Wybrzeże, w departamencie Alpy Górnej Prowansji.

## Demografia
Według danych na rok 1990 gminę zamieszkiwało 77 osób, a gęstość zaludnienia wynosiła 10 osób/km². W styczniu 2015 r. Revest-Saint-Martin zamieszkiwało 66 osób, przy gęstości zaludnienia wynoszącej 8,6 osób/km².